# Menneus
Menneus is een spinnengeslacht uit de familie Deinopidae.

## Soorten
- Menneus affinis Tullgren, 1910
- Menneus camelus Pocock, 1902
- Menneus tetragnathoides Simon, 1876